# Icelandic Air Policing

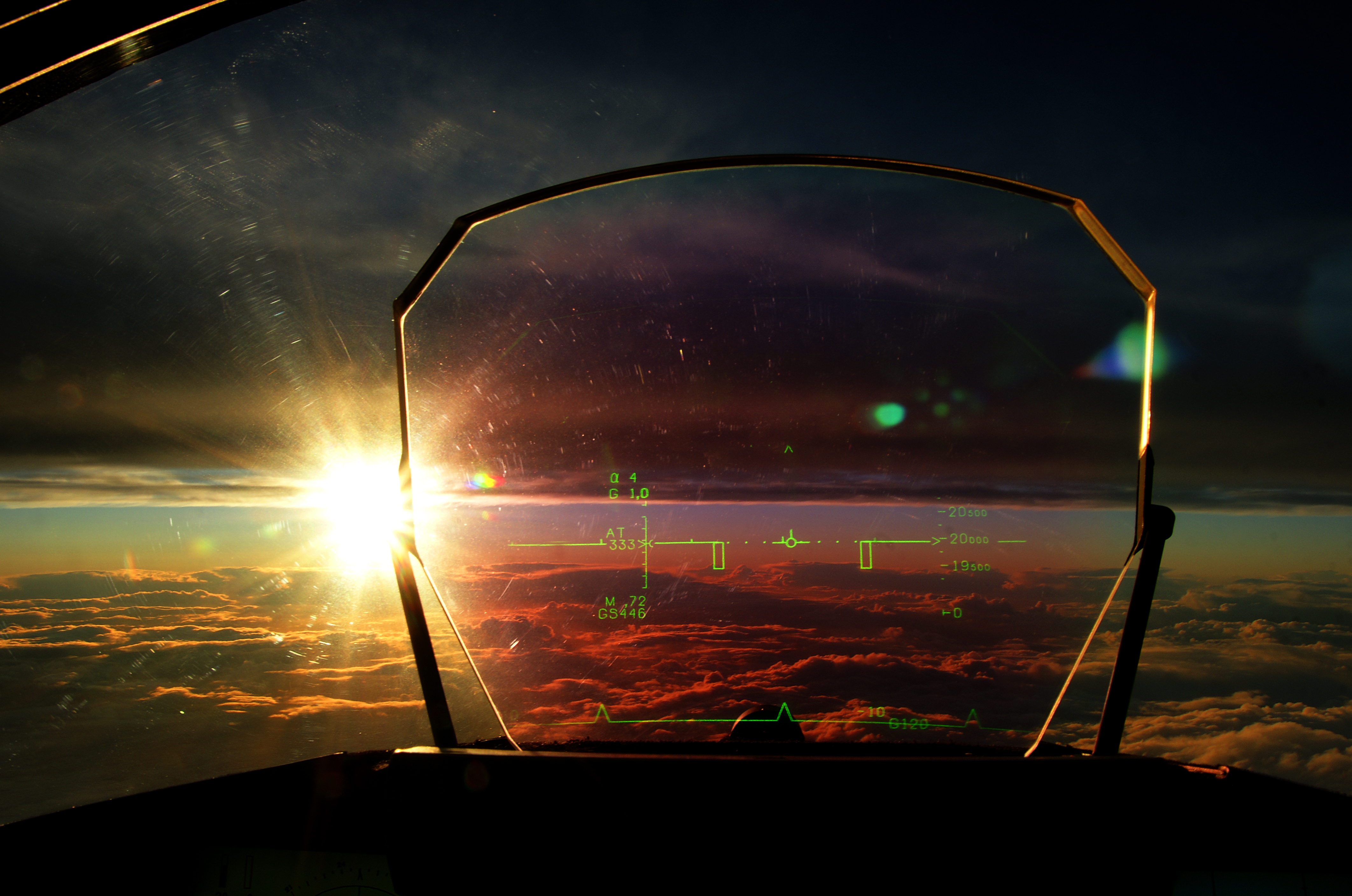
Utsikt från förarkabinen på en tjeckisk Saab 39C Gripen.

Icelandic Air Policing är en Nato-operation i syfte med att patrullera och upprätthålla Islands luftrum. Operationen har pågått sedan maj 2008 och har sin bas vid Keflavik Air Base vilken ligger i anslutning till Keflavík International Airport. 

## Bakgrund
Island har ingen egen försvarsmakt, men man har soldater. Landets strategiskt viktiga läge gav det dock en nyckelposition under det kalla kriget. Island var ett av de länder som var med och bildade Nato 1949. Rättigheten att ha en militärbas förlagd på Island var då den viktigaste förhandlingsfrågan. Den löstes genom ett bilateralt avtal mellan Island och USA 1951, där USA mot rättigheten till en militärbas i Keflavík lovade att bekosta militärbasen, bygga en internationell flygplats i anslutning därtill och samtidigt ansvara för Islands militära säkerhet. Försvarsavtalet förnyades sedan vart femte år och kunde inte sägas upp unilateralt.
Den 8 september 2006 lades United States Naval Air Station Keflavik (NASKEF) ned och anläggningarna började överföras till de isländska myndigheternas kontroll. I oktober 2006 drog USA tillbaka all militär personal från Island, men Islands försvar i krigstid är fortfarande ett Nato-åtagande. I april 2007 undertecknade Island och Norge ett avtal som innebär att Norge ska sörja för övervakning och försvar av Islands luftrum.
Efter att det amerikanska flygvapnet lämnade Island kom det ryska flygvapnet att ett flertal gånger kränka det isländska luftrummet. Detta ledde till att Islands statsminister Geir Haarde vid ett Nato-toppmöte i Riga 2006, bad övriga Nato-medlemmar om hjälp med att upprätthålla och skydda det isländska luftrummet. Inför att den första styrkan skulle anlända till Island våren 2008 menade den isländska statsministern Geir Haarde att patrulleringen skulle ses som en övning och inte riktad mot Ryssland.

## Deltagande länder
I motsats till Baltic Air Policing som innebär en kontinuerlig närvaro över Baltikum har den isländska regeringen begärt att Nato inte placerar en permanent styrka på Island. Istället genomförs operationen tre gånger per år, vilka varar i två till tre veckor. Två gånger har den inställts, 2008 på grund av en ekonomisk dispyt mellan Island och Storbritannien och 2010 på grund av den ekonomiska krisen.

### 2008–2010
| Period             | Flygvapen                 | Flygplan                 | Kommentar                                                                     |
| ------------------ | ------------------------- | ------------------------ | ----------------------------------------------------------------------------- |
| 5 maj–30 juni 2008 | Frankrikes flygvapen      | 6 x Mirage 2000C         |                                                                               |
| September 2008     | USA:s flygvapen           | F-15C Eagle              |                                                                               |
| December 2008      | Storbritanniens flygvapen | Eurofighter Typhoon F2   | Ställdes in på grund av en ekonomisk dispyt mellan Island och Storbritannien. |
| Mars 2009          | Danmarks flygvapen        | 4 x F-16 Fighting Falcon |                                                                               |
| ? 2009             | Norges flygvapen          | ?                        |                                                                               |
| ? 2009             | USA:s flygvapen           | ?                        |                                                                               |

### 2011–2020
| Period                         | Flygvapen                 | Flygplan                                                     | Kommentar                                                                              |
| ------------------------------ | ------------------------- | ------------------------------------------------------------ | -------------------------------------------------------------------------------------- |
| 8–29 mars 2010                 | Danmarks flygvapen        | 4 x F-16A Fighting Falcon                                    |                                                                                        |
| 1–2 juni 2010                  | Tysklands flygvapen       | 6 x F-4F Phantom                                             |                                                                                        |
| 6–24 september 2010            | USA:s flygvapen           | 8 x F-15C Eagle                                              |                                                                                        |
| 2010                           | Polens flygvapen          | F-16C Fighting Falcon                                        | Inställd på grund av ekonomiska krisen 2007–2010                                       |
| 28 mars–30 april 2011          | Kanadas flygvapen         | 5 x CF-18 Hornet                                             |                                                                                        |
| ? 2011                         | Norges flygvapen          | ?                                                            |                                                                                        |
| ? 2011                         | USA:s flygvapen           | ?                                                            |                                                                                        |
| 5 mars–2 april 2012            | Tysklands flygvapen       | 6 x F-4 Phantom II                                           |                                                                                        |
| 1 maj–7 juni 2012              | USA:s flygvapen           | F-15 Eagle                                                   |                                                                                        |
| 7 augusti–20 september 2012    | Portugals flygvapen       | 6 x F-16 Fighting Falcon                                     | Detachment på 70 personer.                                                             |
| 18 mars–28 april 2013          | Kanadas flygvapen         | 6 x CF-18 Hornet 1 x CC-150 Polaris                          | Detachment på 160 personer.                                                            |
| Juni 2013                      | Italiens flygvapen        | 6 x Eurofighter Typhoon 2 x KC-767 1 x C-130J Super Hercules | Detachment på 150 personer.                                                            |
| November 2013                  | USA:s flygvapen           | 6 x F-15 Eagle 2 x KC-135 Stratotanker                       |                                                                                        |
| 3–21 februari 2014             | Norges flygvapen          | F-16A MLU Fighting Falcon                                    | Svenskt deltagande i form av obestyckade JAS 39C under flygövning.                     |
| 16 maj–5 juni 2014             | USA:s flygvapen           | 6 x F-15C Eagle 1 x KC-135 Stratotanker                      | 48th Air Expeditionary Group.                                                          |
| 10 oktober–3 december 2014     | Tjeckiens flygvapen       | 5 x JAS 39C Gripen                                           | 211th Tactical Squadron. Detachment på 75 personer.                                    |
| 17 april 2015–                 | USA:s flygvapen           | 4 x F-15C Eagle 1 x KC-135 Stratotanker                      | 871st Air Expeditionary Squadron. Detachment på 200 personer.                          |
| 27 juli–28 augusti 2015        | Tjeckiens flygvapen       | 5 x JAS 39C Gripen                                           | Detachement på 68 personer.                                                            |
| 31 augusti–1 oktober 2015      | Danmarks flygvapen        | 4 x F-16AM Fighting Falcon                                   | [ 17 ]                                                                                 |
| 4 april–28 augusti 2016        | USA:s flygvapen           | 4x F-15C Eagle 1x KC-135 Stratotanker                        | Massachusetts Air National Guard - 131st Fighter Squadron. Detachment på 160 personer. |
| 30 maj–juni 2016               | Norges flygvapen          | 4 x F-16AM Fighting Falcon                                   | 4 veckor i juni 2016. Detachment på 80 personer.                                       |
| 5 oktober–slutet oktober 2016  | Tjeckiens flygvapen       | 5 x JAS 39C Gripen                                           | 211th Tactical Squadron. Detachment på 75 personer.                                    |
| 16 mars–mitten april 2017      | Italiens flygvapen        | 6 x Eurofighter Typhoon                                      | 4th Wing. Detachement på 145 personer.                                                 |
| April 2018                     | Danmarks flygvapen        | 4 x F-16AM Fighting Falcon                                   | Detachement på 60 personer.                                                            |
| Augusti 2018                   | USA:s flygvapen           | 14 x F-15C Eagle                                             | 493rd Expeditionary Fighter Squadron, Detachement på 300 personer.                     |
| 4 september – ? 2018           | Italiens flygvapen        | 4 x Eurofighter Typhoon                                      | 36° Stormo - 10° Gruppo & 12° Gruppo                                                   |
| 11 mars 2019 – ? 2019          | Italiens flygvapen        | 4 x Eurofighter Typhoon                                      | 36° Stormo - 10° Gruppo & 12° Gruppo                                                   |
| 29 juli - 10 augusti 2019      | USA:s flygvapen           | F-16C Fighting Falcon                                        | 480th Fighter Squadron, detachement på drygt 100 personer.                             |
| 1 – 25 oktober 2019            | Italiens flygvapen        | 6 x F-35 Lightning II 1 x KC-767                             | 36° Stormo - 10° Gruppo & 12° Gruppo, Första Nato-detachement på Island med F-35       |
| 13 november – 10 december 2019 | Storbritanniens flygvapen | Eurofighter Typhoon                                          | No. 1 Squadron RAF, detachement på drygt 100 personer.                                 |
| 21 februari – mars 2020        | Norges flygvapen          | 4 x F-35A Lightning II                                       | 332. skvadronen med ett detachement på 130 personer.                                   |
| 9 juni – juli 2020             | Italiens flygvapen        | 6 x F-35A Lightning II                                       | 32° Stormo - 13° Gruppo med ett detachement på 135 personer.                           |
| 13 oktober 2020 –              | USA:s flygvapen           | ? x F-15C Eagle                                              | 493rd Expeditionary Fighter Squadron, 48th Fighter Wing.                               |

### 2021–
| Period                           | Flygvapen           | Flygplan                                      | Kommentar |        |
| -------------------------------- | ------------------- | --------------------------------------------- | --- | ------ |
| 22 februari–5 mars 2021          | Norges flygvapen    | 4 x F-35A Lightning II                        | 332. skvadron med ett detachement på 130 personer.                                                                                                 |        |
| Juli 2021                        | USA:s flygvapen     | 3 x F-15C Eagle, 1 x F-15E Strike Eagle       | 493. Fighter Squadron, 48. Fighter Wing. |        |
| 5 augusti 2021–10 oktober 2021   | Polens flygvapen    | 4 x General Dynamics F-16 Fighting Falcon     | 32. Air Base med ett detachement på 140 personer.                                                                                                  |        |
| 1 februari–30 mars 2022          | Portugals flygvapen | 4 x F-16AM Fighting Falcon                    | 301. Squadron med ett detachement på 155 personer.                                                                                                 |        |
| 25 april–4 juli 2022             | Italiens flygvapen  | 4 x F-35A Lightning II 2 x F-35B Lightning II | 32° Stormo - 13° Gruppo, detachementet på cirka 130 personer. F-35Bs baserade för en vecka; 1 x KC-767 & 1 x C-130J baserade som logistik support. |        |
| 17 augusti 2022–september 2022   | Danmarks flygvapen  | 4 x F-16AM Fighting Falcon                    | Esk 727 & Esk 730 |        |
| 20 januari 2023–9 februari 2023  | Norges flygvapen    | 4 x F-35A Lightning II                        | 332. skvadron, detachementet på cirka 100 personer.                                                                                                |        |
| 22 oktober 2023–12 november 2023 | USA:s flygvapen     | 4 x F-16C                                     | 480th Fighter Squadron med ett detachementet på cirka 100 personer.                                                                                |        |
| 15 januari–mitten februari 2024  | Norges flygvapen    | 4 x F-35A Lightning II                        | 331. skvadron med ett detachement på cirka 100 personer.                                                                                           |        |
| 3 juni 2024–17 juni 2024         | USA:s flygvapen     | 4 x F-15C Eagle                               | 492nd Fighter Squadron med ett detachement på cirka 120 personer                                                                                   | [ 61 ] |

## Missioner
- I april 2012 lade det tjeckiska försvarsministeriet fram ett förslag till dess regeringen om att placera fyra stridsflygplan på Island i slutet av 2014. Villkoren för missionen innebar att det tjeckiska flygvapnet skulle vara berett att basera sig på Island från september till slutet av december, men enbart verka där under en sammanhängande treveckorsperiod.[62][63]

- Efter en begäran från den isländska regeringen, meddelade den finländska och svenska regeringen i oktober 2012, att de skulle bidra med stridsflygplan för patrullering av isländskt luftrum mellan januari och april 2014.[64] Den 19 december samma år godkände Nato de två ländernas deltagande. Norge kommer leda missionen och bidra med övrig personal.[65] Det svenska bidraget kommer enbart att innebära stridsflygplan som ej är bestyckade. Vidare kom det svenska deltagandet endast ses som en flygövning, och inte som en operativ del i mission, i dess syfte att upprätthålla suveräniteten för det isländska luftrummet.

### Översättningar
Den här artikeln är helt eller delvis baserad på material från engelskspråkiga Wikipedia, Icelandic Air Policing, 10 november 2011.
Den här artikeln är helt eller delvis baserad på material från tyskspråkiga Wikipedia, Air Policing Island, 10 november 2011.